# Ekstaza Świętej Cecylii
Ekstaza Świętej Cecylii (również: Święta Cecylia, Święta Cecylia ze Świętymi Pawłem, Janem Ewangelistą, Augustynem i Marią Magdaleną) – obraz olejny Rafaela namalowany ok. 1514 roku. Znajduje się w zbiorach Pinacoteca Nazionale w Bolonii.
Obraz przedstawia pięciu świętych: Pawła, Jana Ewangelistę, Cecylię, Augustyna i Marię Magdalenę. Podobnie jak na Madonnie Sykstyńskiej, Rafael namalował scenę, w której widz jest zaproszono do intymnej rozmowy z Bogiem. Na pierwszym planie znajdują się różne instrumenty muzyczne (m.in. altówka, flety, tamburyn). Instrumenty są porzucone, ponieważ wydobywający się z nich dźwięk nie dorównuje muzyce dolatującej z nieboskłonu. Drugi plan tworzą świeci. Święta Cecylia, jako patronka muzyki, jest ukazana w momencie ekstazy modlitewnej. Trzyma organy, symbolizujące niebiańską harmonię. Słucha anielskiego śpiewu, wzrok kieruje ku niebu, wydaje się nieobecna dla rzeczywistego świata. Nieboskłon z muzykującymi zastępami otwiera się wyłącznie dla niej oraz widza obrazu, pozostali święci nie są dotknięci tą łaską. Męscy święci są zamyśleni. Maria Magdalena kieruje wzrok w stronę widza. Święta ta ma twarz Margherity Luti, partnerki Rafaela.
Zleceniodawcą obrazu była Elena Benedetta dall’Olio. Dzieło miało trafić do kaplicy rodowej w kościele San Giovanni in Monte w Bolonii. Giorgio Vasari w Żywotach najsławniejszych malarzy, rzeźbiarzy i architektów zachwycił się obrazem, podkreślając, że Rafael zdołał połączyć wdzięk najdelikatniejszej ręki (…) w połączeniu ze sztuką. Vasari podaje również, że instrumenty namalował Giovanni da Udine. Obraz widział Johann Wolfgang von Goethe, który w swoim dzienniku również wyraził pochlebne opinie o dziele.